# 大洋洲壳腺蚤
大洋洲壳腺溞（学名：Latonopsis australis）为仙达溞科壳腺溞属的动物。分布于印度尼西亚、日本、挪威、南斯拉夫、俄罗斯、美洲、大洋洲、非洲以及中国大陆的广西、浙江、江苏、湖南、湖北、四川、河北、河南、吉林、云南、山西、陕西、宁夏等地，常生活于湖泊、池塘、水坑和水稻田里以及喜在水草丛中生活。